# VH1
Pour les articles homonymes, voir VH1 (homonymie).
VH1 est une chaîne de télévision musicale américaine appartenant à Paramount Global. Le but initial de la chaîne était de faire comme MTV en diffusant des vidéoclips, mais en visant un public légèrement plus âgé, en se concentrant sur la partie la plus douce de la musique pop. À l'origine proposée sur le câble américain, elle est aujourd'hui diffusée par Internet. Son siège social se trouve à New York.

## Histoire
La chaîne fut initialement créée par Warner-Amex Satellite Entertainment, devenue aujourd’hui une filiale de Warner Communications et propriétaire de MTV. VH1 et sa concurrente font actuellement partie de MTV Networks, filiale du groupe Viacom.

### Les premières années (1985-1994)
L’objectif initial de VH1 était donc de cibler un public plus large que MTV en se concentrant sur la partie « légère » de la musique populaire. La tranche d’âge des téléspectateurs de la chaîne oscille entre 18 et 35 ans (voire plus) avec des artistes tels que Carly Simon, Tina Turner, Elton John, Sting, Donna Summer ou encore Chris Isaak.
À ses débuts la chaîne diffusait également des documentaires et des concerts de l’ère Motown et autres classiques des années 1960. Le premier programme diffusé sur VH1, le 1er janvier 1985, est un clip vidéo de la chanson « The Star Spangled Banner » interprétée par Marvin Gaye.
Depuis sa création VH1 est considérée comme étant une version urbaine de sa sœur MTV, diffusant plus de vidéos d’artistes jazz et R&B que cette dernière. Les premiers présentateurs de VH1 sont à l’origine des vétérans des radios new-yorkaises, tels que Frankie Crocker, Rosie O'Donnell ou encore Rita Coolidge. Des jingles produits par JAM Creative Productions (producteur de jingles pour les grandes stations américaines) embellissaient le format de la chaîne, très orienté « radio télévisée ».
D’une manière générale, VH1 se focalise sur les artistes du top 40 variété internationale, et sur des artistes pop légèrement plus rock qu’au tout début, tels que Whitney Houston, Elton John, Madonna, Janet Jackson ou encore Céline Dion.
Il était également possible de voir des vidéoclips et des performances studio d’artistes orientés classique, smooth jazz ou encore new age dans le programme New Visions. Beaucoup d’artistes y ont été invités et certains même, tels que Ben Sidran, sont devenus des hôtes permanents.

### VH1: Music First (1994-2003)
En décembre 1994, à la suite d'une baisse d’audience générale depuis le début des années 1990, VH1 devient VH1 : Music First. Le weekend du 4 juillet de la même année, une nouvelle émission voit le jour. History of Music Vidéos A to Z propose la diffusion de plusieurs vidéoclips d’un même artiste à chaque émission, faisant appel à une grande partie de la librairie musicale de la chaîne.
Dès 1996, VH1 s’oriente vers la même ligne directrice que sa sœur et concurrente MTV en choisissant de diffuser plus d’émissions et de séries en lien avec la musique que de vidéoclips. Parallèlement à cela, la chaîne étoffe sa playlist de vidéoclips orientés rap et rock. On pouvait également voir de vieux épisodes de la série musicale American Bandstand.

### Diversification
À la fin des années 1990, VH1 élargit encore sa sélection musicale avec des clips variés et plus orientés vers la culture ado. En fin de soirée on peut voir des émissions de rock alternatif et de metal avec les nouveautés de groupes comme les Red Hot Chili Peppers, les Foo Fighters ou Metallica ajoutés à la playlist générale de la chaîne. Il en est de même, au début des années 2000, pour les artistes rap tels que Eminem, Snoop Dog, Dr Dre ou encore Jay-Z. La musique latine n’est pas non plus oubliée et Shakira, Ricky Martin, Enrique Iglesias et d’autres rejoignent le roulement vidéo des clips de la chaîne.
Liste d’émissions proposées durant cette période :
- Video Countdown : top musical hebdomadaire basé sur les ventes de disques et sur les diffusions radiophoniques et télévisées et le vote des téléspectateurs ;
- Pop-up Video : des bulles d’informations sur un clip et son artiste apparaissent à l’écran pendant la diffusion de la vidéo ;
- Behind the Music : émission phare de la chaîne, il s’agissait d’émissions biographiques sur un artiste. Elle était émaillée d’interviews et d’images d’archives ;
- Legends : dans l’esprit de Behind the Music, elle dressait le portrait d’artistes ayant contribué de manière signifiante à l’histoire de la musique[2] ;
- Save the Music Foundation : projet initié par le président de VH1, John Sykes, qui avait pour but de préserver et développer la culture musicale dans les programmes scolaires en apportant des instruments dans les écoles ;
- VH1 Divas : concerts d’artistes féminines à la voix remarquable. De nombreuses divas ont été à l’honneur du programme, telles que Aretha Franklin, Whitney Houston, Tina Turner, Céline Dion ou encore Donna Summer[3],[4] ;
- Movies That Rock : films documentaires produits par la chaîne. On peut citer par exemple Two of Us qui relate la rencontre fictive de John Lennon et Paul McCartney. Une douzaine de films ont été tournés durant la période.

### La chaîne actuelle (2003 à aujourd'hui)
En 2003, la chaîne adopte un nouveau logo et supprime le « music first ».
Face à l’épuisement de sa série Behind the Music, ayant décidé de ne plus diffuser de manière traditionnelle des vidéoclips et surtout ayant essuyé une baisse de 35 % de son audimat sur les années précédentes, VH1 s'oriente désormais vers le marché de la nostalgie de la culture Pop (tout comme MTV à la même époque),.
En France, VH1 et VH1 Classic quittent CanalSat le 1er janvier 2013. Après avoir été retirés et revenus dans l'offre plusieurs fois, VH1 et VH1 Classic reviennent le 17 novembre 2015 lors de la réorganisation des chaînes MTV en France sur Numericable.
Le 1er juillet 2016, une version italienne de la chaîne est lancée sur la TNT italienne et Tivù Sat afin de remplacer MTV Music, dont Sky Italia récupère l'exclusivité. La diffusion TNT, Sky Italia et Tivusat ont cessé le 7 janvier 2024.
En 2024, 2 canaux sont accessibles sur la plateforme gratuite Pluto TV : VH1+ Rock! et VH1+ Classics

## Canada
La chaîne n'a pas été autorisée pour diffusion au Canada. Elle a servi d'exemple pour MusiMax lancé en 1997 du côté francophone et MuchMoreMusic en 1998 du côté anglophone. Ses émissions telles que Pop-Up Video (en) ainsi que les biographies et documentaires originaux étaient acquises ou adaptées par ces chaînes canadiennes, ainsi que par MusiquePlus et MuchMusic.

### Identité visuelle (logo)

Logo de VH-1 de 1985 à 1987 et en Allemagne de 1995 à 2001
Logo de VH1 de 1987 à 1994
Logo de VH1: Music First de 1994 à 2003
Logo de VH1 de 2003 à 2013
Logo de VH1 de 2013 à 2022
Logo de VH1 depuis 2022

## Séries originales
- Ondes de choc (Strange Frequency) (2001)
- So NoTORIous (2006)
- Love Monkey (2006) (CBS, 2006)
- I Hate My 30's (en) (2007)
- Single Ladies (2011–2012 et 2014) (Centric, 2015)
- Hit the Floor (2013–2016, puis sur BET)
- Hindsight (en) (2015)
- The Breaks (en) (2017, puis sur BET)
- Daytime Divas (2017)
- Scream (2019, 2015–2016 sur MTV)

## Émissions de télé-réalité
- The Surreal Life (2003–2004 sur Fox, 2004–2006)
- Le Monde merveilleux de Hulk Hogan (Hogan Knows Best) (2005–2007)
- Rock of Love (2007–2009)
- Y a-t-il un cerveau chez ce mannequin ? (America's Most Smartest Model (en)) (2007)
- Celebrity Rehab (2008–2012)
- Le Casting de l'horreur (Scream Queens) (2008–2010)
- Mob Wives (2011–2016)
- Famous Food (2011)
- Les Guerriers de l'Amour : Prêts à tout pour se marier (Wedding Wars (en)) (2011)
- Couples Therapy (2012–2015)
- Employée Top Model (Model Employee) (2013)
- Love & Hip Hop (2013-en cours)
- Dating Naked (en) (2014–2016)
- Barely Famous (en) (2015–2016)
- Family Therapy (2016)
- RuPaul's Drag Race: All Stars (2012 sur Logo TV, depuis 2016)
- RuPaul's Drag Race (2009-2016 sur Logo TV, depuis 2017)
- Basketball Wives: LA (2017-en cours)

## Émissions principales
- La série des I Love the…

Séries d’émissions inspirées d’une émission anglaise diffusée sur la BBC entre 2000 et 2001. Elle débute en 2002 avec I love the 80s. Durant l’émission, des célébrités viennent discuter de la culture Pop américaine autour du thème abordé.
- La série des The Greatest

Il s’agit d’un top, en général un top 100, de vidéoclips sur un thème donné. Ont été programmées par exemple : 100 greatest song of Rock’n’roll, 100 greatest songs from the past 25 years, 100 greatest one-hit wonders…
- La série des 40 Most Awesomely Bad

Même concept de top, avec des clips de hits jugés mauvais. Exemple : 40 Most Awesomely Bad #1 Songs…Ever…
- Celebreality

Contraction de Celebrity et Reality, celebreality est le nom donné au groupe d’émissions de téléréalité programmées par la chaîne. Dans ces divers reality shows, les participants sont des célébrités. Ont par exemple été diffusées : Celebrity Fit Club (des célébrités effectuent une remise en forme), Hogan Knows Best (mettant en scène Hulk Hogan)…
- Hip hop and rock honors

Émissions qui rendent hommage aux genres hip-hop et rock et à leurs pionniers (Queen, Kiss ou Judas Priest pour le rock; 2pac, The Notorious B.I.G. ou LL Cool J pour le hip-hop)

## Autre moment marquant
La retransmission en direct du Wembley Stadium de Londres du Concert for Diana qui célébrait le 10e anniversaire de la mort de la princesse de Galles à Paris.

## Autour de VH1

### VH1 HD
Version haute définition en 1080i de VH1. Seule une partie de la programmation est diffusée en format 16:9 HD, la plupart des autres programmes conservant la norme 4:3. Elle n'existe qu'au Brésil.

### Petites sœurs de VH 1
- VH1 Classic : Chaîne diffusant principalement les classiques du rock et de la pop, mais aussi des films et concerts. Aux États-Unis, elle a été remplacée par MTV Classic le 1er août 2016 pour les 35 ans de MTV.
- VH1 MegaHits : Chaîne qui diffusait les hits du top 40 de la variété internationale depuis la création de VH1. Elle a cessé d’émettre à cause du manque d’audience dont elle souffrait.
- VH1 Soul : vidéoclips orientés sur la musique soul d’hier et d’aujourd’hui
- VH1 Uno : chaîne en langue hispanique orientée sur la musique latino-américaine et espagnole (pop-rock latin, ballades, salsa, merengue, musique des tropiques…). Elle a cessé d'émettre le 2 février 2008 pour permettre le développement de MTVU.

### Internet
Lancé dans les années 1990, le site internet VH1.com s’est embelli dans les années 2000 d’une plate-forme de diffusion en streaming baptisée VSPOT. Elle regroupait l’essentiel des émissions et vidéoclips diffusés par la chaîne câblée. VSPOT a été renommée en video.VH1.com fin 2007.

### VH1 dans le monde
La chaîne s’est dotée de nombreuses télévisions satellites dans le monde entier. Voici une liste exhaustive de ces cousines étrangères et de leur date de lancement :
- VH1 Australie (mars 2004)

Elle a été remplacée en mai 2010 par MTV Classic
- VH1 Brésil (1er mai 2004)
- VH1 Mega Hits Brazil (29 janvier 2010)

Remplaçante de MTV Hits Brazil
- VH1 (Danemark) (15 mars 2008)
- VH1 (Europe) (2002)

Version de la chaîne européenne diffusée dans toute l'Europe (sauf au Royaume-Uni, en Irlande et en Pologne) en Afrique du nord. Elle diffuse du téléachat.
- VH1 (Allemagne) (10 mars 1995-1er mai 2001) remplacée par MTV2 Pop

Dans les années 1990, il s’agissait d’une version de VH1 en langue allemande. Elle a été remplacée par MTV2 Pop en raison de son insuccès.
- VH1 Indonesie (1er janvier 2005)
- VH1 (Italie) (1er juillet 2016), elle remplace MTV Music sur la TNT italienne et Tivù Sat afin que cette dernière soit en exclusivité sur Sky Italia.
- VH1 Amérique Latine (1er avril 2004)
- VH1 Pakistan (2008)
- VH1 (Pologne) (1er décembre 2005) remplacée par VH1 (Europe)
- VH1 Russie (2 décembre 2005) - Elle a cessé d’émettre et a été remplacée le 1er juillet 2010 par VH1 (Europe).
- VH1 (Royaume-Uni et Irlande) (10 octobre 1994)

## Annexe